# Leptostylus fuligineus
Leptostylus fuligineus là một loài bọ cánh cứng trong họ Cerambycidae.